# Conochares arizonae
Conochares arizonae là một loài bướm đêm trong họ Noctuidae.